# Christophe de Brunswick-Harbourg
Christophe de Brunswick-Lunebourg-Harbourg, aussi connu comme Christoph ou Christoffel (21 août 1570, à Harbourg – 7 juillet 1606 à Harbourg) est duc de Brunswick-Lunebourg-Harbourg.

## Biographie
Christophe est un fils de duc Othon II de Brunswick-Harbourg (1528-1603) de son second mariage avec Hedwige (1535-1616), fille du comte Ennon II de Frise orientale. Sa devise est Consilio et armis ("Par les avocats et les armes").
Après la mort de son père, il prend le gouvernement de Harbourg conjointement avec son frère, Guillaume-Auguste de Brunswick-Harbourg. En janvier 1604, la ville de Harbourg rend hommage aux frères.
Le 28 octobre 1604 à Harbourg, Christophe épouse Élisabeth de Brunswick-Wolfenbüttel (1567–1618), la fille du duc Jules de Brunswick-Wolfenbüttel et la veuve du comte Adolphe XIV de Schaumbourg. Le mariage reste sans enfant.
Christophe est mort deux ans plus tard, en 1606, après une chute au château de Harbourg. Comme son frère aîné, Jean Frédéric (1557-1619) a renoncé à son droit de gouverner, le plus jeune frère Othon III de Brunswick-Harbourg, est co-dirigeant.